# Pere Sust Estapé
Pere Sust Estapé (el Masnou, Maresme, 1873 - el Masnou, Maresme, abril de 1925) fou un mariner i polític català, alcalde del Masnou entre 1916 i 1922.
D'ofici mariner i comerciant, fou polític a l'Ajuntament del Masnou entre 1906 i 1922 amb el Partit Liberal Conservador. Fou custodi dels béns municipals de 1906 a 1909, 2n tinent d'alcalde de 1909 a 1910, 1r tinent d'alcalde de 1914 a 1916, i alcalde de 1916 a 1922. A les eleccions de 1913 i 1917 es presentà amb candidatura independent.
Durant la seva alcaldia, s'adherí a la proposta de bases d'autonomia presentades al govern per la Mancomunitat de Catalunya, va celebrar el centenari de la parròquia de Sant Pere del Masnou i una diada d'homenatge a Prat de la Riba en posar el seu nom a un carrer. A part d'alcalde, fou president de l'Ateneu del Masnou, de 1912 i 1913, i després del Casino del Masnou. De 1907 a 1912 fou sotscap i després cap del sometent del Masnou.
L'any 1919 va rebre la Creu al Mèrit Militar per la bona atenció que va rebre una columna d'infanteria al seu pas pel Masnou.